# System Antyplagiat
Antyplagiat – narzędzie umożliwiające weryfikację dowolnego tekstu pod kątem nieuprawnionych zapożyczeń oraz prób ich ukrycia. System wykrywa podobieństwa we wszystkich językach opierających się na alfabecie łacińskim oraz jest odporny na próby fałszowania wyników (m.in. odnajduje w tekście tzw. „białe znaki”, twarde spacje oraz litery z obcych alfabetów użyte w celu zaburzenia weryfikacji).
System Antyplagiat został stworzony w 2002 roku przez firmę Plagiat.pl (poza Polską znana pod marką StrikePlagiarism.com).
Spośród rozwiązań dostępnych na polskim rynku Antyplagiat umożliwia porównanie tekstu z zasobami najobszerniejszej bazy referencyjnej w Polsce.

## Bazy referencyjne
System ma dostęp do:
- Zasobów światowego internetu;
- Bazy Aktów Prawnych zawierającej aktualne akty normatywne obowiązujące w Polsce;
- RefBooks – bazy zawierającej ponad 4,5 miliona dokumentów w języku polskim, angielskim, tureckim i chińskim. Znajdują się w niej publikacje i teksty ze wszystkich dziedzin nauki i kultury, które zostały udostępnione przez autorów i wydawców wyłącznie w celu analizy antyplagiatowej;
- Bazy prac uczelni zgromadzonych w ramach Międzyuczelnianego Programu Wymiany Baz[3] (ponad 600 tysięcy prac dyplomowych, w tym prace obronione przed 2009 r.).
- Bazy otwarto-tekstowych artykułów naukowych z czasopism polskich i zagranicznych indeksowanych przez serwis Paperity.[4]

Antyplagiat jest zintegrowany z systemami: Editorial System, APD (USOS), Uczelnia XP (Partners in Progress), OPTIcamp (OPTeam), eOrdo (Unold Comp.), Akademus (Ansta), Moodle Moot oraz z autorskimi rozwiązaniami uczelni.

## Raport podobieństwa i współczynniki podobieństwa
Wynik weryfikacji antyplagiatowej jest przedstawiany w postaci raportu podobieństwa, w którym każdy fragment dokumentu zidentyfikowany jako zapożyczenie zostaje oznaczony wraz ze wskazaniem źródła pierwotnego. W raporcie znajdują się również dane statystyczne pokazujące ilość zapożyczonych fragmentów w stosunku do objętości całego tekstu. Określa się je za pomocą współczynników podobieństwa.
Funkcjonalności raportu podobieństwa
- Generuje współczynniki podobieństwa, które procentowo określają ilość odnalezionych w analizowanym dokumencie zapożyczeń,
- Zaznacza fragmenty pracy identyczne z tekstami odnalezionymi w bazach porównawczych,
- Najdłuższe wykryte w pracy zapożyczenia przedstawia w postaci listy 10 najdłuższych fragmentów,
- Segreguje wykryte w pracy zapożyczenia według źródeł podobieństwa oraz baz porównawczych, w których zostały one odnalezione (baza uczelni macierzystej, baza tekstów zgromadzonych w ramach Programu Wymiany Baz, baza RefBooks, Baza Aktów Prawnych (BAP) oraz zasoby światowego Internetu),
- Umożliwia wyróżnianie zapożyczeń pochodzących z wybranego źródła podobieństwa,
- Umożliwia nawigację po dokumencie, ułatwiając jego analizę.

Współczynniki podobieństwa
Określają, w jakim procencie praca składa się z fragmentów identycznych z wykrytymi w innych tekstach. Są stosunkiem liczby wyrazów odnalezionych w innych tekstach do całkowitej liczby wyrazów w badanym dokumencie.
- WP1 – określający fragmenty o długości minimum 5 wyrazów identyczne z fragmentami odnalezionymi w internecie oraz innych bazach danych (z wyłączeniem Bazy Aktów Prawnych);
- WP2 – określający fragmenty o długości minimum 25 wyrazów identyczne z fragmentami odnalezionymi w internecie oraz innych bazach danych (z wyłączeniem Bazy Aktów Prawnych);
- WP BAP – określający fragmenty o długości minimum 8 wyrazów identycznych z fragmentami odnalezionymi w Bazie Aktów Prawnych.

Wartości Współczynników Podobieństwa mają charakter pomocniczy i nie rozstrzygają jednoznacznie o występowaniu plagiatu w analizowanym dokumencie.
Zadaniem systemu Antyplagiat nie jest wykonanie samoistnej oceny, czy badany dokument został napisany samodzielnie, a jedynie dostarczenie materiału do jej dokonania. Z tego względu Raport Podobieństwa powinien być zawsze poddany analizie przez kompetentną osobę.

## Najważniejsze cechy systemu Antyplagiat
- oparty na technologii WWW/HTTPS
- dostępny z dowolnego komputera w trybie online dla każdego z użytkowników po zalogowaniu indywidualnym loginem i hasłem na stronie www.plagiat.pl
- weryfikuje pliki w formatach: pdf, doc, docx, odt, rtf, ppt, pptx
- umożliwia budowanie wewnętrznej bazy porównawczej uczelni z tworzonych prac pisemnych i publikacji naukowych, a także zaimportowanie zasobów repozytoriów uczelni
- umożliwia grupowy eksport listy dokumentów wprowadzonych do systemu do pliku CSV lub XML

System Antyplagiat został poddany międzynarodowym testom przeprowadzonym w Berlinie pod kierunkiem prof. Debory Weber-Wulff (Hochschule für Technik und Wirtschaft). Wyniki potwierdziły skuteczność weryfikacji oryginalności prac w wielu językach i alfabetach. System otrzymał również wysoką oceną za łatwość obsługi. W 2013 roku Antyplagiat zajął 6 miejsce na 28 badanych programów.
System Antyplagiat spełnia wszystkie standardy ochrony prywatności i poufności danych wynikające z obowiązujących przepisów.